# Brian Tufano
Brian Tufano, né à Londres en 1939 et mort le 14 janvier 2023, est un directeur de la photographie britannique, membre de la BSC.

## Biographie
Brian Tufano commence à travailler à l'âge de 16 ans comme groom aux Lime Grove Studios de la BBC dans le quartier de Shepherd's Bush où il est né. Il devient ensuite projectionniste et accompagne les équipes de tournage de la BBC. Il apprend dès lors à utiliser la caméra, commençant par des documentaires avant de passer aux séries télévisées et aux téléfilms de la BBC à partir de 1966. Pour se perfectionner, il étudie le travail de Jack Cardiff et des directeurs de la photographie des films de la Nouvelle Vague. Il commence à travailler pour le cinéma à la fin des années 1970 comme directeur de la photographie mais aussi au département électrique, notamment pour Blade Runner (1982). Il est surtout connu pour ses trois collaborations avec le réalisateur Danny Boyle, pour Petits Meurtres entre amis (1994), Trainspotting (1996) et Une vie moins ordinaire (1997), ainsi que pour Billy Elliot (2000), film pour lequel il est nommé au BAFTA Award de la meilleure photographie. Il est également à la tête du département de la photographie à la National Film and Television School.

## Filmographie non exhaustive
Comme directeur de la photographie sauf mention contraire
- 1979 : Quadrophenia de Franc Roddam
- 1982 : Blade Runner (photographie additionnelle) de Ridley Scott
- 1983 : La Loi des seigneurs (en) de Franc Roddam
- 1984 : Dreamscape de Joseph Ruben
- 1994 : Petits Meurtres entre amis (Shallow Grave) de Danny Boyle
- 1996 : Trainspotting de Danny Boyle
- 1996] : True Blue de Ferdinand Fairfax
- 1996 : Affaires non classées  (Silent Witness) (série télévisée, 6 épisodes)
- 1997 : Une vie moins ordinaire  (A Life less ordinary) de Danny Boyle
- 1999 : Fish and Chips de Damien O'Donnell
- 1999 : Virtual Sexuality (en) de Nick Hurran
- 1999 : Women Talking Dirty de Coky Giedroyc
- 2000 : Billy Elliot de Stephen Daldry
- 2001 : Shopping de nuit  (Late Night Shopping) de Saul Metzstein
- 2001 : Last Orders, de Fred Schepisi
- 2002 : Once Upon a Time in the Midlands (en) de Shane Meadows
- 2004 : Millions (photographie additionnelle) de Danny Boyle
- 2006 : Kidulthood de Menhaj Huda
- 2007 : Trop jeune pour elle (I Could Never Be Your Woman) d'Amy Heckerling
- 2008 : Adulthood (en) de Noel Clarke
- 2010 : Sex & Drugs & Rock & Roll (en) de Mat Whitecross